# Millishraju
El nevado Millishraju, también llamado Millisraju, es una montaña que pertenece al extenso macizo Huandoy en la Cordillera Blanca, en la región Ancash, Perú.  Se encuentra al sur del Nevado Parón, a una altitud de 5510 metros. Este presenta dos picos, poco conocidos, y ofrece una vista total del sector norte de la Cordillera Blanca. Los picos son:
- Millishraju I, 5510 m, primer pico desde el sur
- Millishraju II, 5500 m, segundo pico desde el sur

Escalar los picos gemelos implica una aproximación bastante larga y por otro lado su ascenso es bastante útil para aclimatarse con el objetivo de ascender rutas más difíciles.

## Ascensiones históricas

### Primera Expedición
La primera expedición al nevado fue realizada por un equipo alemán de Mónaco de Baviera, el 16 de agosto de 1955. La montaña fue escalada por las crestas Noroeste y Norte. Después de 6 años fue visitado por un grupo de italianos de Turín en 1961.